# Oceania Cup 2006
El Oceania Cup de 2006 fue la 3ª edición del torneo. Fue organizado por la FORU, hoy Oceania Rugby.

## Equipos participantes
- Selección de rugby de Islas Cook (Cookies)
- Selección de rugby de Niue
- Selección de rugby de Nueva Caledonia
- Selección de rugby de Tahití (Tahiti Nui)
- Selección de rugby de Vanuatu

## Posiciones

### Grupo A
| Pos. | Equipo          | Encuentros | Encuentros | Encuentros | Encuentros | Tantos  | Tantos    | Tantos     | Puntos Totales |
| Pos. | Equipo          | jugados    | ganados    | empatados  | perdidos   | a favor | en contra | diferencia | Puntos Totales |
| ---- | --------------- | ---------- | ---------- | ---------- | ---------- | ------- | --------- | ---------- | -------------- |
| 1    | Vanuatu         | 1          | 1          | 0          | 0          | 22      | 0         | + 22       | 2              |
| 2    | Nueva Caledonia | 1          | 0          | 0          | 1          | 0       | 22        | - 22       | 0              |

| 14 de octubre | Vanuatu | 22 - 0 | Nueva Caledonia |  |  |

### Grupo B
| Pos. | Equipo     | Encuentros | Encuentros | Encuentros | Encuentros | Tantos  | Tantos    | Tantos     | Puntos Totales |
| Pos. | Equipo     | jugados    | ganados    | empatados  | perdidos   | a favor | en contra | diferencia | Puntos Totales |
| ---- | ---------- | ---------- | ---------- | ---------- | ---------- | ------- | --------- | ---------- | -------------- |
| 1    | Islas Cook | 2          | 2          | 0          | 0          | 128     | 33        | + 95       | 4              |
| 2    | Niue       | 2          | 1          | 0          | 1          | 56      | 47        | + 9        | 2              |
| 3    | Tahití     | 2          | 0          | 0          | 2          | 24      | 128       | - 104      | 0              |

| 14 de octubre | Niue | 41 - 6 | Tahití |  |  |

| 18 de octubre | Islas Cook | 87 - 18 | Tahití |  |  |

| 21 de octubre | Niue | 15 - 41 | Islas Cook |  |  |

## Final
|  | Vanuatu | Cancelado | Islas Cook |  |  |